# Pont Népomucène

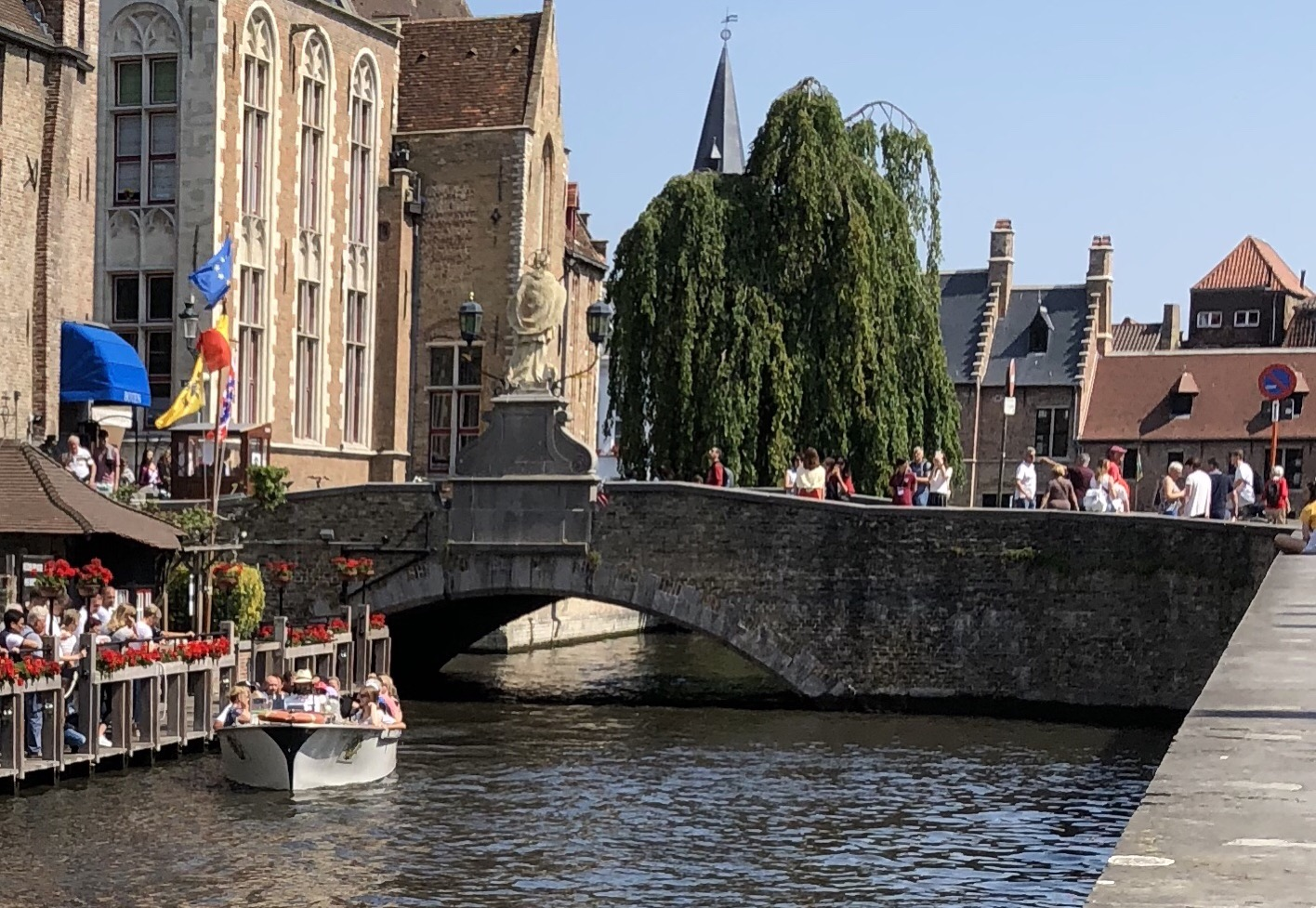
Pont Népomucène, vue du sud-ouest

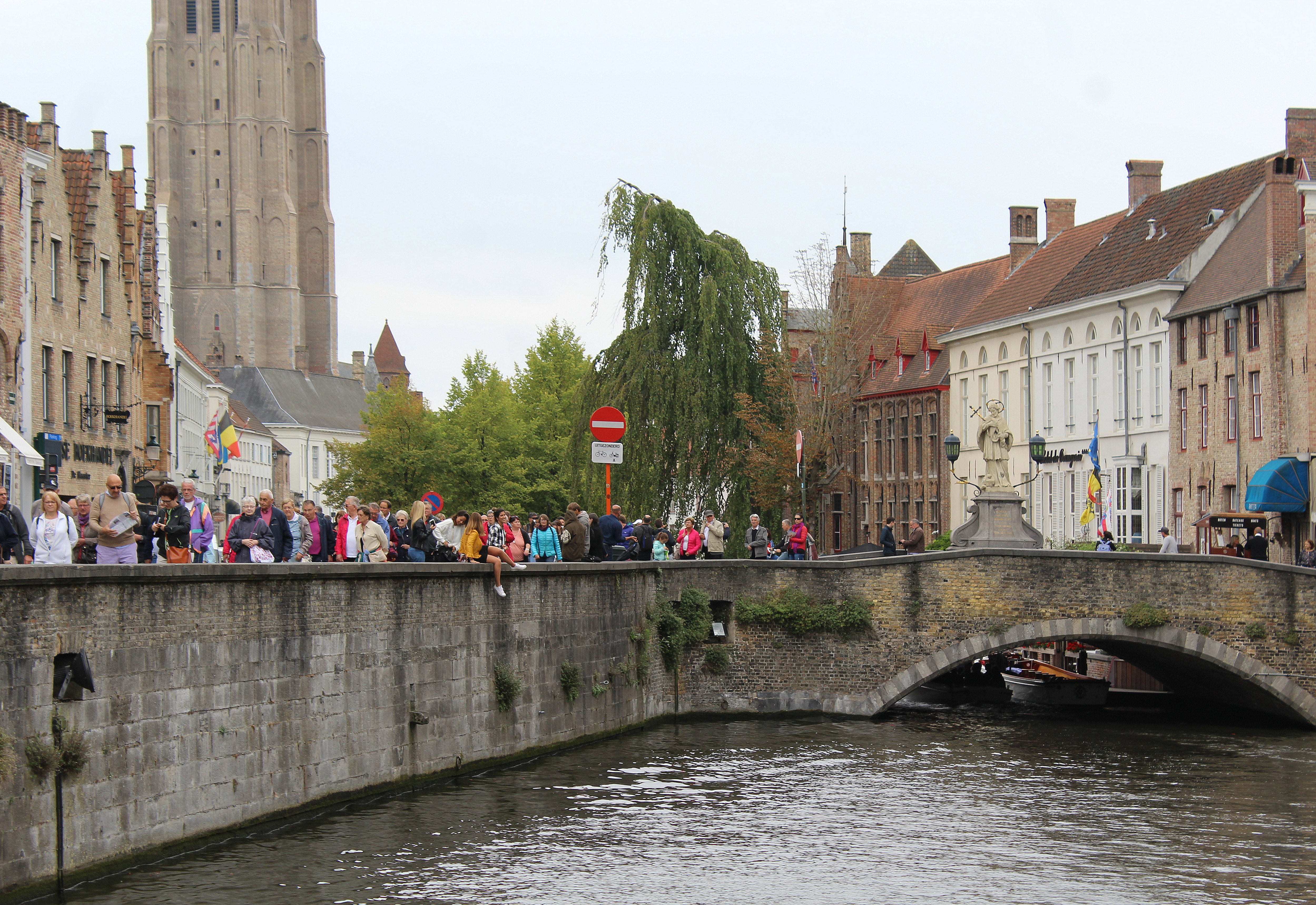
Vue depuis l'est

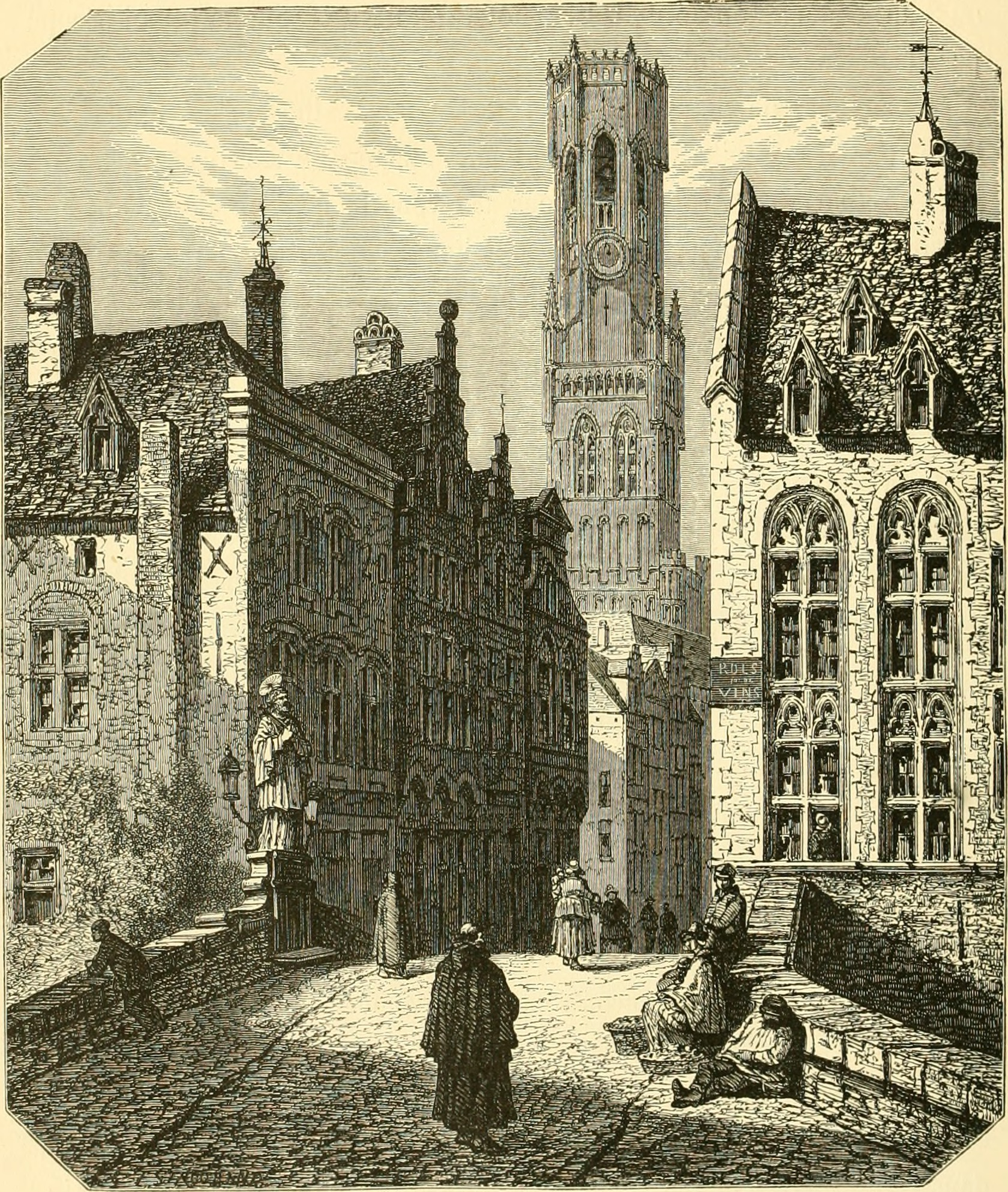
Représentation du pont de 1886

Le pont Népomucène (en néerlandais Nepomucenusbrug)  est un pont classé à Bruges en Belgique.

## Emplacement
Le pont est situé dans la vieille ville de Bruges et enjambe le canal Dijver. Dans le prolongement de la Wollestraat, elle mène du nord-ouest à la Eekhousstraat, sur laquelle se rejoignent les rues Dijver et Rozenhoedkaai sur la rive sud-est. Du côté ouest, le pont est flanqué de la maison Wollestraat 34 et de la maison Perez de Maluenda.

## Histoire
La première mention écrite d'un pont à cet endroit date de 1282 sous le nom de Grote Eeckhoutbrug. Il servait de liaison entre le centre-ville et la banlieue brugeoise. En 1357, le maître maçon brugeois Jan Slabbaerd construisit un nouveau pont. Cependant, les noms des constructeurs Jan van Oudenaerde et Jan Petite sont également associés au pont. En 1421, les peintres et porteurs qui offraient probablement leurs services sur le pont obtinrent l'autorisation de construire une chapelle sur le pont. Le pont lui-même a été rénové en 1642. Au XVIe siècle, le nom du constructeur Jan de Wachter est mentionné en relation avec le pont.
En 1767, la chapelle fut remplacée par une statue de saint Népomucène. Népomucène est considéré comme un saint du pont. Il a été créé par le sculpteur brugeois Pieter Pepers senior (1730-1785). Le pont a eu son nom actuel depuis lors. Dans la nuit du 6 au 7 octobre 1795, des inconnus jetèrent la statue dans l'eau. Le rétablissement a eu lieu le 1er mai 1811. En même temps, la base a reçu une inscription.
En 1859, le pont a été reconstruit. Le nom de l'architecte de la ville Jean-Brunon Rudd est mentionné. Il a été aplati et élargi, et on lui a donné une balustrade en métal. Le garde-corps fut à nouveau enlevé en 1950 et remplacé par un parapet en pierre. Dès 1930, une lanterne était fixée à gauche et à droite de la statue. En 1980, la société A. Goetinck restaura la statue de Saint Népomucène en collaboration avec le sculpteur Pierre Goetinck.
Le pont est depuis le 28 mars 2002 inscrit comme mémorial et depuis le 14 septembre 2009 inscrit au Patrimoine Architectural.

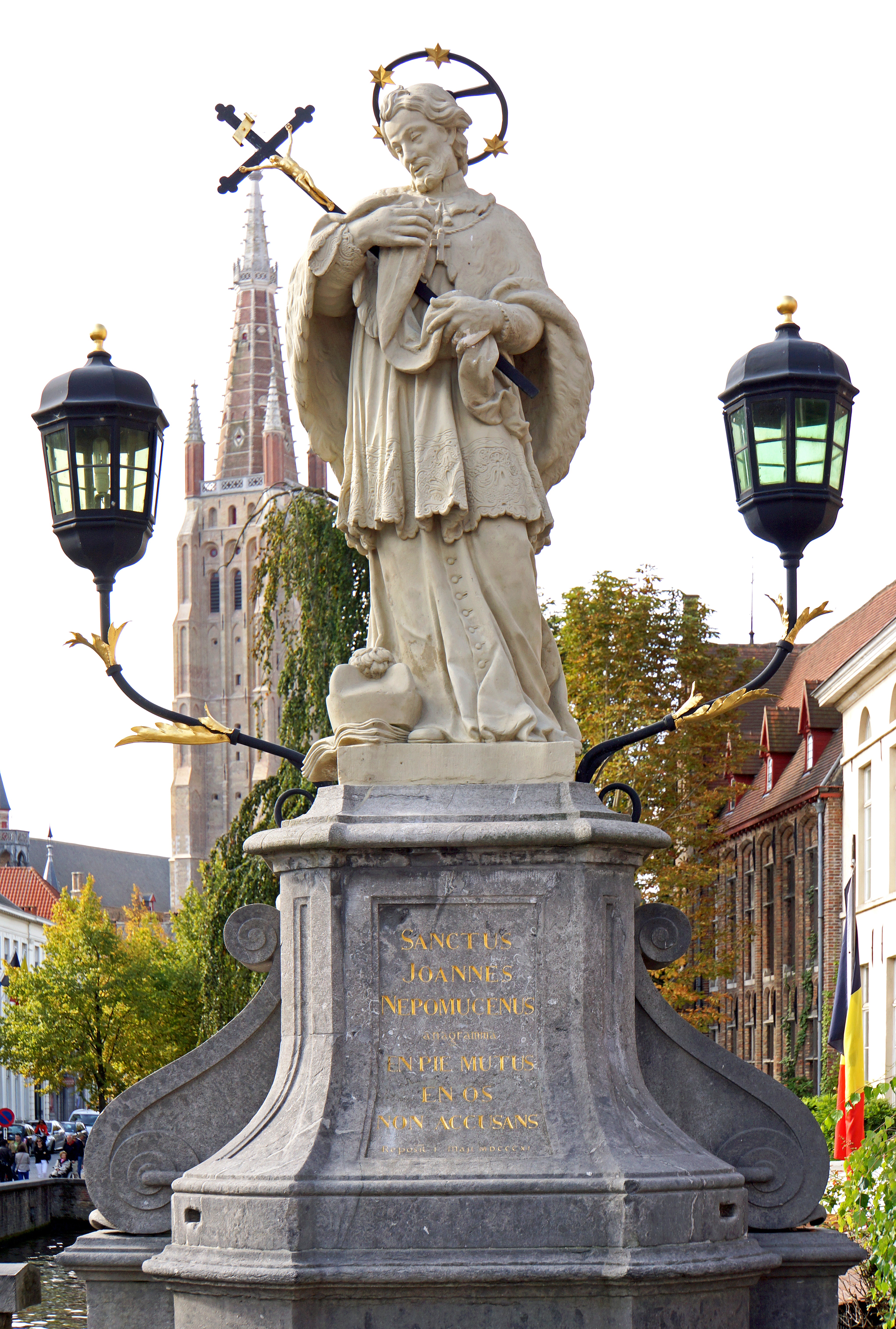
Statue de Saint Népomucène sur le pont

## Littérature
- Bob Warnier : Bruges, Verlag Simon Sauer, Sinsheim 2017,  (ISBN 978-3-940391-35-3), page 40.
- Bruges, Thill AG, Bruxelles 2015,  (EAN 542-5-007012-63-7), page 77.

## Liens web
- Nepomucenusbrug (néerlandais) sur Onroerend Ervgoed
- Nepomucenusbrug (néerlandais) sur inventaris.onroerenderfgoed.be/aanduidingsobjecten
- Pont Nepomucenus (Pont Nepomucenus) sur www.visitbruges.be